# مکان امنیتی مشارکتی
مکان امنیتی مشارکتی واژه‌ای مورد استفاده در نیروهای نظامی ایالات متحده آمریکا است که برای آموزش منطقه‌ای ضد تروریسم و پیشگیری از تجارت غیرقانونی مواد مخدر و همچنین فراهم آوردن دسترسی فوری به مناطق قاره‌ای استفاده می‌شود. در برخی موارد به آنها «lily pads» (نیلوفرآبیان) نیز گفته می‌شود.
مکان امنیتی مشارکتی، محل مشخصی در یک کشور میزبان بدون حضور پرسنل دائمی یا با حضور تعداد کمی از پرسنل آمریکایی است. ممکن است این محل دارای تجهیزات مستقر شده و/یا آرایش لجستیک باشد و برای دستیابی به فعالیت‌های مشارکتی امنیتی و دسترسی فوری استفاده شود.
این سایت‌ها سال ۲۰۰۴ توسط پنتاگون با هدف مقابله با تهدیدات منطقه‌ای در درجه اول در آفریقا، آسیا و آمریکای لاتین در پی گزارش بررسی وضعیت جهانی ساخته شدند. ساخت چنین پایگاه‌هایی در دوره ریاست جمهوری باراک اوباما با محوریت حضور در آسیا-اقیانوسیه و عملیات در آفریقا، افزایش سریعی یافت.
مکان امنیتی مشارکتی با سایت عملیات خط مقدم با تعداد کمی پرسنل تمام وقت یا قراردادی یا پایگاه عملیات اصلی با پرسنل زیاد و سنگربندی محکم فرق دارد.
کانادا قطب پشتیبانی عملیاتی با عملکردی مشابه ساخته که با هواپیمای باری C-17 خود می‌تواند به آنها دسترسی پیدا کند.

## مکان‌ها

### آمریکای لاتین و کارائیب
از سال ۲۰۰۴ چهار مکان امنیتی مشارکتی اصلی آمریکا در آمریکای لاتین و کارائیب شامل مناطق زیر هستند:
- پایگاه هوایی مانتا، اکوادور
- آروبا
- کوراسائو
- کامپالا، السالوادور

### آفریقا
این سایت‌ها در زمانی که آفریقا تحت پوشش فرماندهی آمریکا در اروپا (United States European Command) بودند ساخته شدند. با ایجاد فرماندهی آمریکا در آفریقا (USAFRICOM) در سال ۲۰۰۷، این مکان‌های امنیتی مشارکتی به فرماندهی جدیدی در آفریقا منتقل شدند. البته لیست زیر شامل همه سایت‌های نمی‌شود:
- داکار، سنگال
- فرودگاه بین‌المللی انتبه، اوگاندا
- لیبرویل، گابن